# 房灵民
房灵民（？—？），东清河郡绎幕县（今山东省淄博市博山区）人，祖籍清河郡东武城县（今河北省衡水市故城县），刘宋、北魏、刘宋、南齐官员。

## 生平
泰始三年（467年），房灵民的堂兄房法寿向北魏投降，北魏朝廷任命房灵民为清河郡太守，以安抚他们初来归附之心。之后房灵民归附刘宋。昇明二年（478年）冬，萧道成辅佐朝政，征召豫州刺史刘怀珍出任都官尚书，以自己的第四子宁朔将军萧晃取代刘怀珍出任豫州刺史。有人怀疑刘怀珍不会接受取代。萧道成说：“我还是平民时，刘怀珍就诚心投靠，何况今日，怎会不同？”萧晃出发超过一天了，还有人有怀疑的说法。萧道成就派遣军主房灵民率领一百名骑兵追上为萧晃送行，萧道成对房灵民说:“议论这事的人说刘怀珍一定不同意，我以平常的情形来期望他，这些议论一定不会应验。你是刘怀珍的同乡，特地派你去，不但护卫新任官员，也要靠你迎回原任官员。”南齐建元二年（480年），魏孝文帝元宏派梁郡王元嘉率领十万军队围困南齐的朐山城，戍主玄元度环城固守，魏军断绝海上通道，从岸边攻城，遇到潮水大涨，魏军被淹没，玄元度反击，大败魏军。南齐台城又派遣军主崔灵建、杨法持、房灵民率领一万多人从淮河入海，舰船到夜晚时每人各举两个火把，魏军看见以为是齐军大规模的支援，一时之间逃跑撤退。之后房灵民出任琅邪郡东莞郡二郡太守。

## 家庭

### 儿子
- 房沙[5]